# Isoapóstoles
Los isoapóstoles (idioma griego: ἰσαπόστολος, isapóstolos; latín: aequalis apostolis; idioma rumano: întocmai cu Apostolii; idioma ruso: равноапостольный, ravnoapostol'nyj; idioma búlgaro e idioma serbio: равноапостолни, ravnoapostolni) son santos con un título especial otorgado por la Iglesia ortodoxa que los considera "igual a los apóstoles".

## Lista de isoapóstoles
- María Magdalena (siglo I)
- Fotina, la mujer samaritana (siglo I)
- Thekla (siglo I)
- Abercio (siglo II)
- Helena de Constantinopla (ca. 250 – ca. 330)
- Constantino I, el Grande (ca. 272 – 337)
- Nino de Georgia (ca. 296 – ca. 338 o 340)
- Patricio de Irlanda (siglo V)
- Cirilo el Filósofo (827 – 869)
- Metodio de Tesalónica (826 – 885)
- Boris I de Bulgaria (m. 907)
- Olga de Kiev (ca. 890 – 969)
- Vladimir (ca. 958 – 1015)
- Esteban I de Hungría (969 – 1038)
- Sava de Serbia (1175 – 1235)
- Cosmas de Aetolia (1714 – 1779)
- Inocencio de Alaska (1797 – 1879)
- Nicolás de Japón (1836 – 1912)

- Datos: Q619869